# Lepidosperma
Lepidosperma är ett släkte av halvgräs. Lepidosperma ingår i familjen halvgräs.

## Bildgalleri

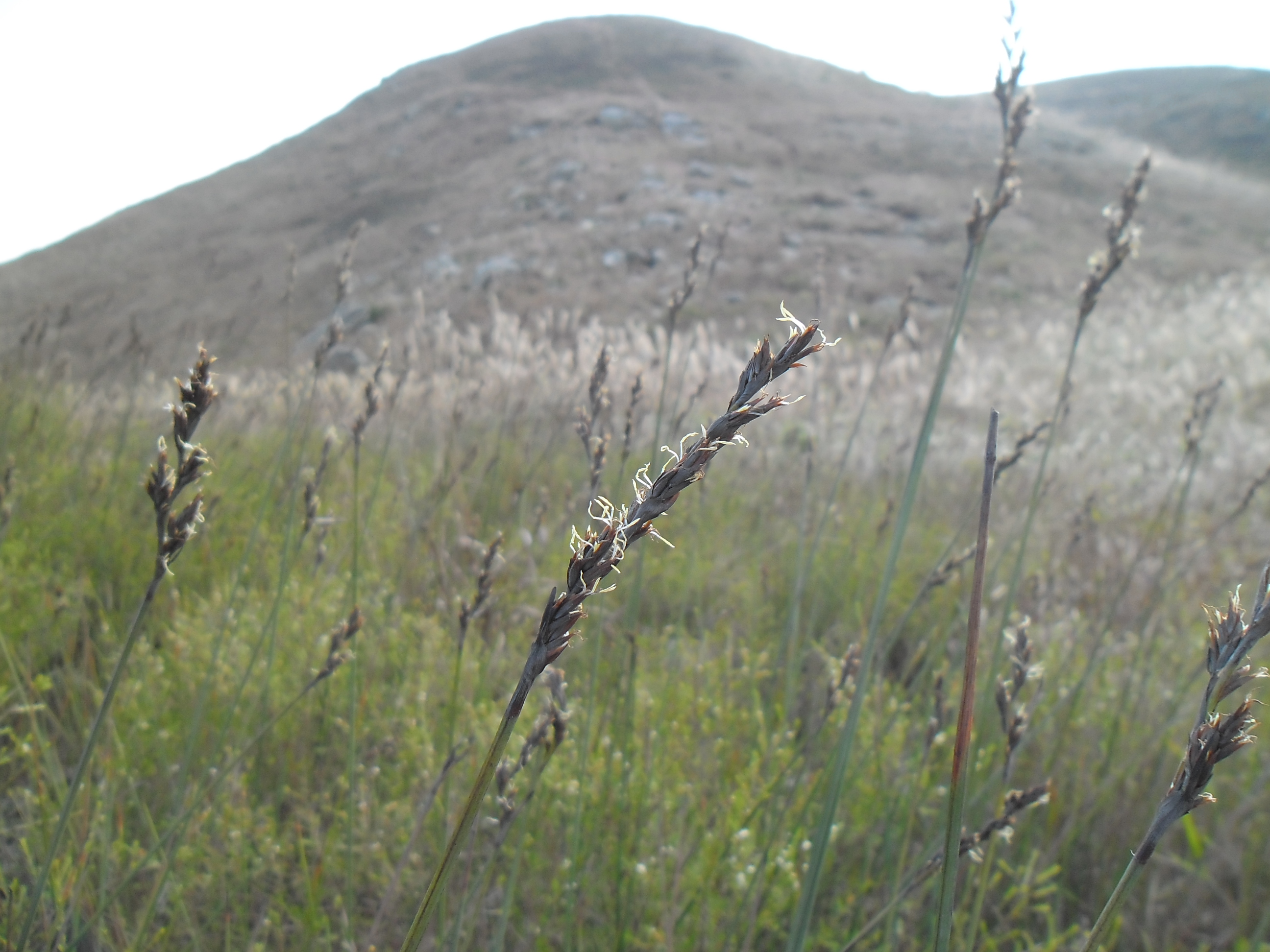
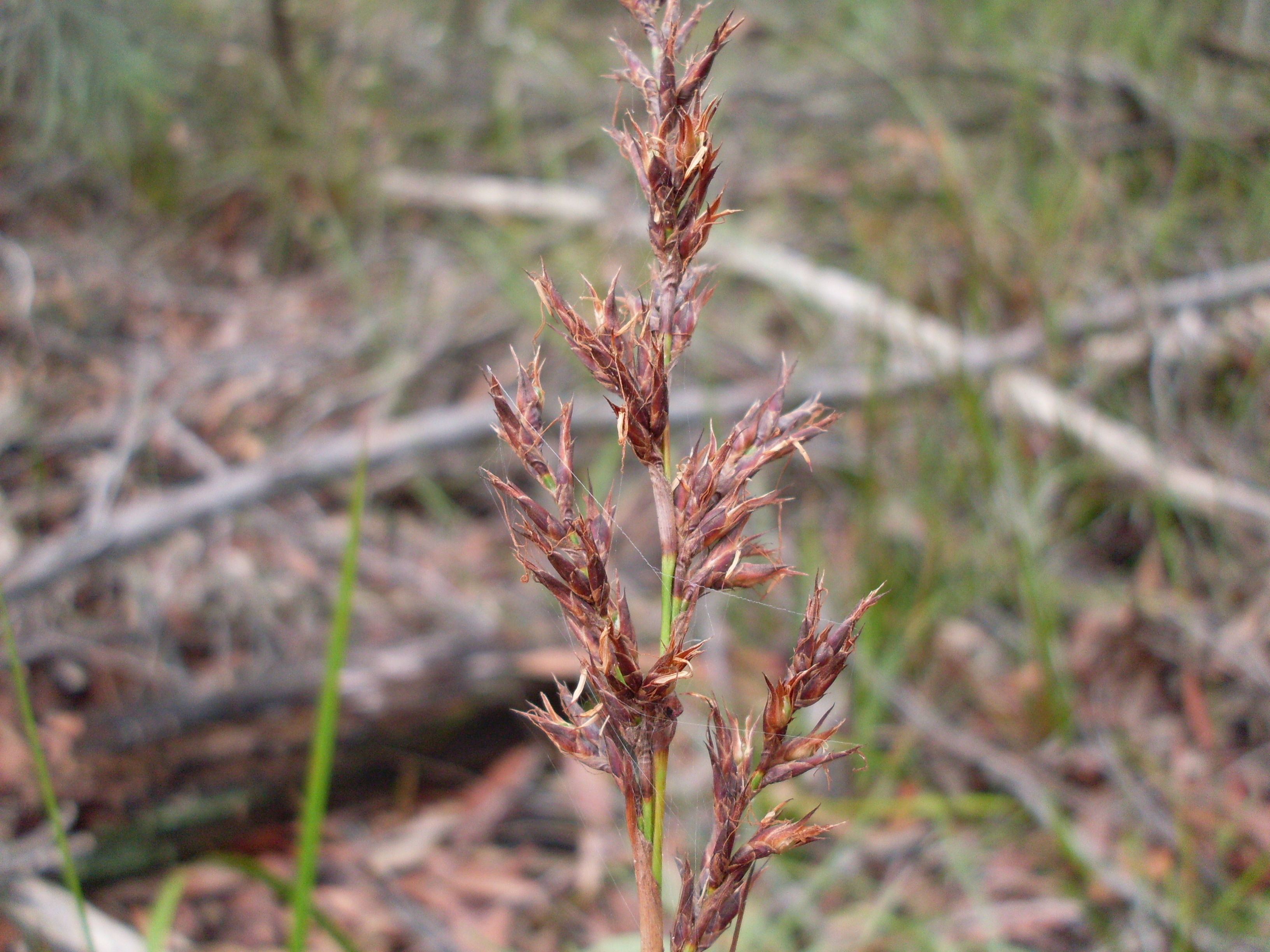
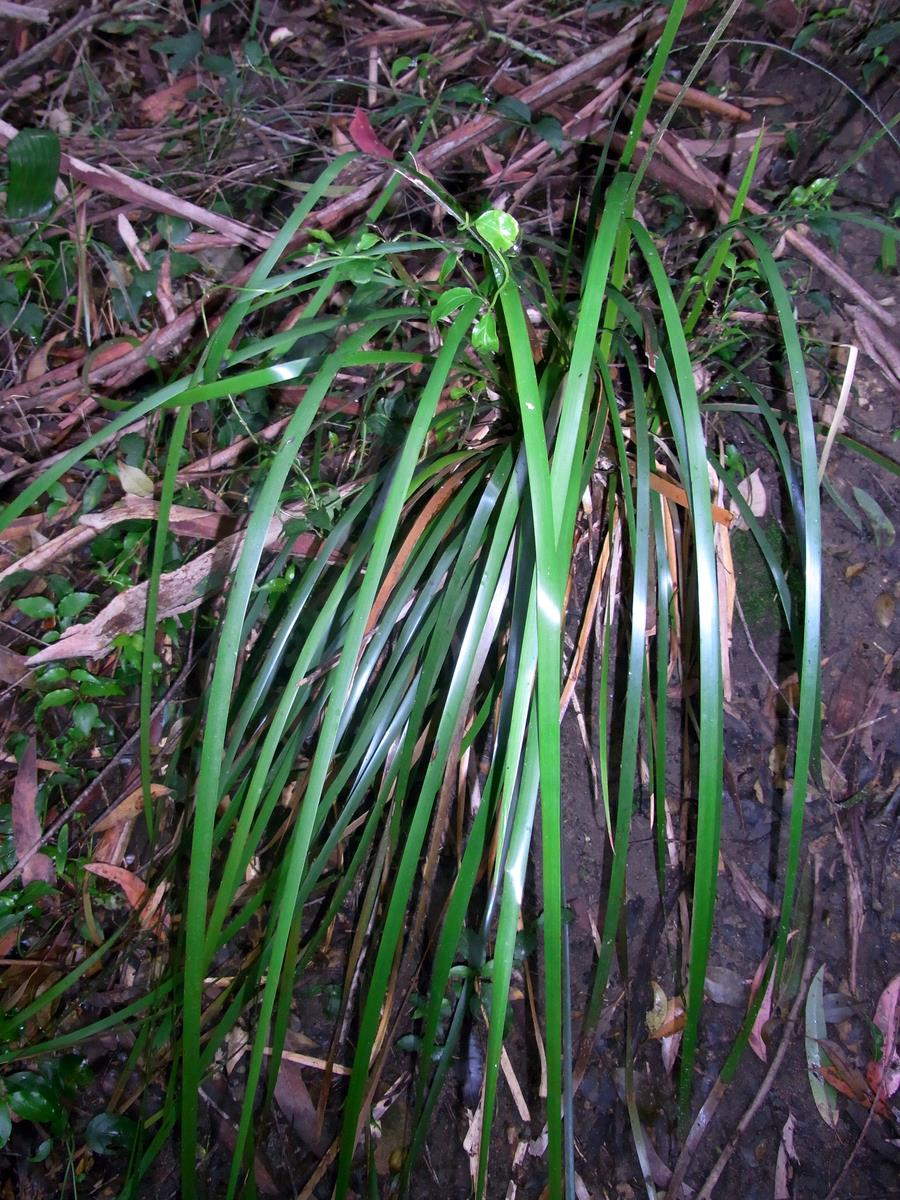
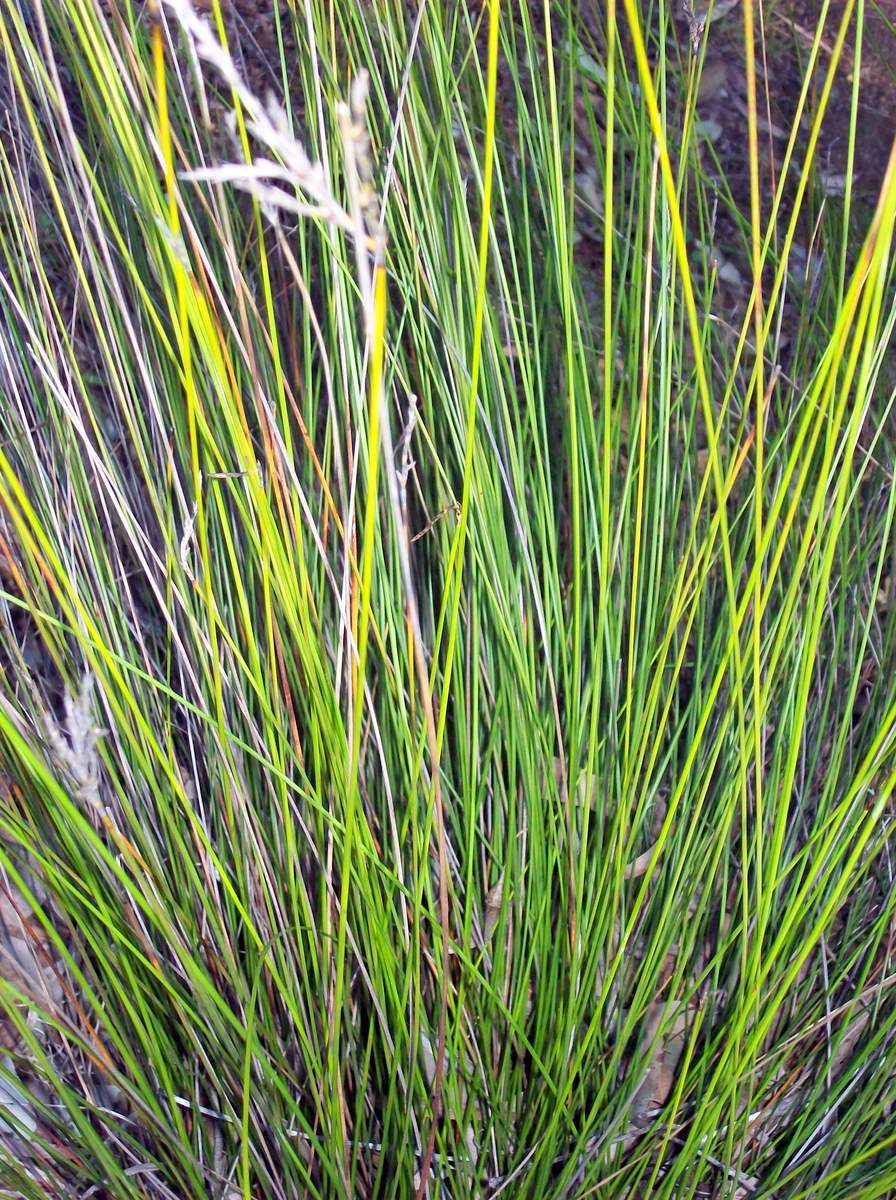
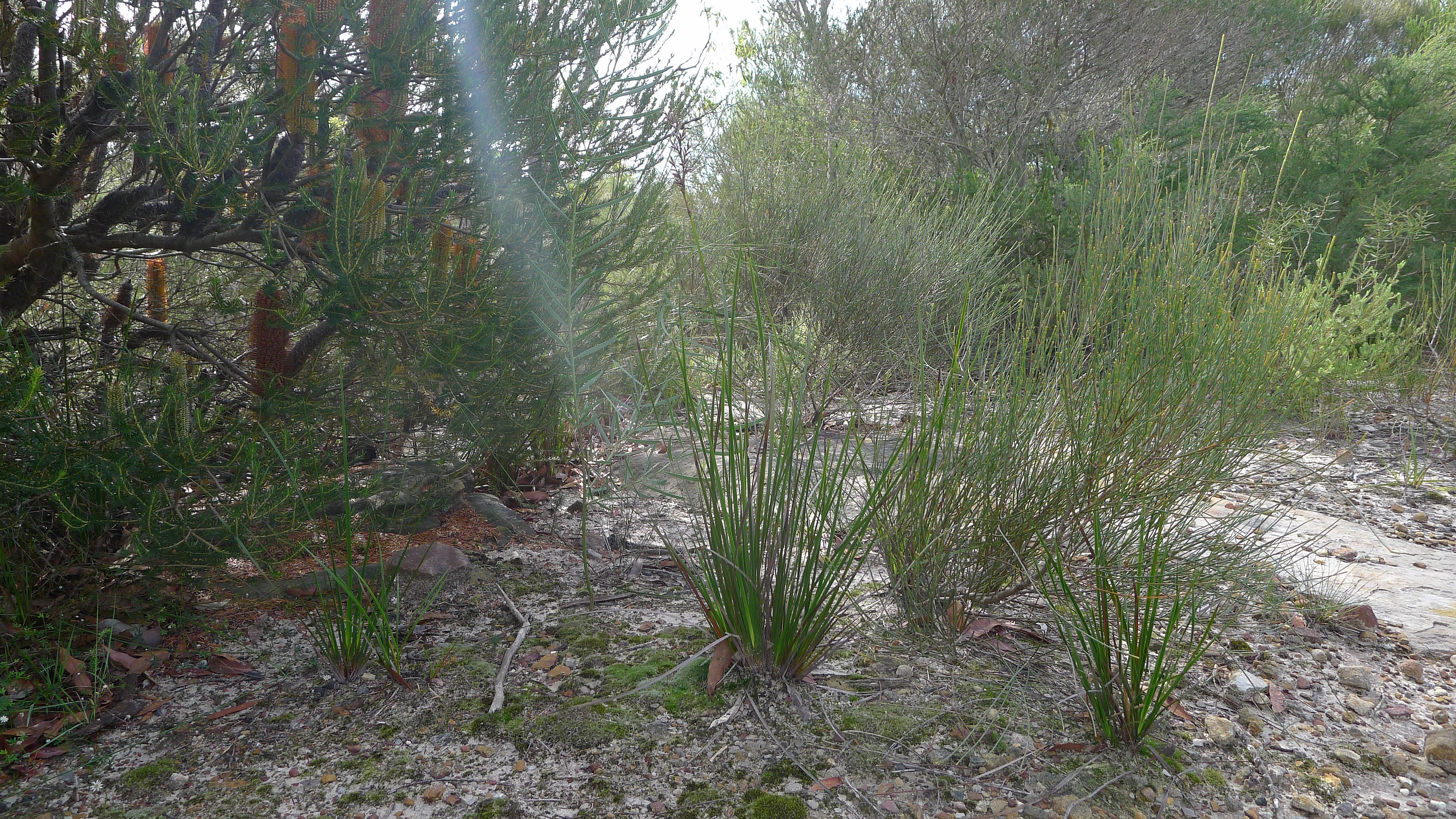
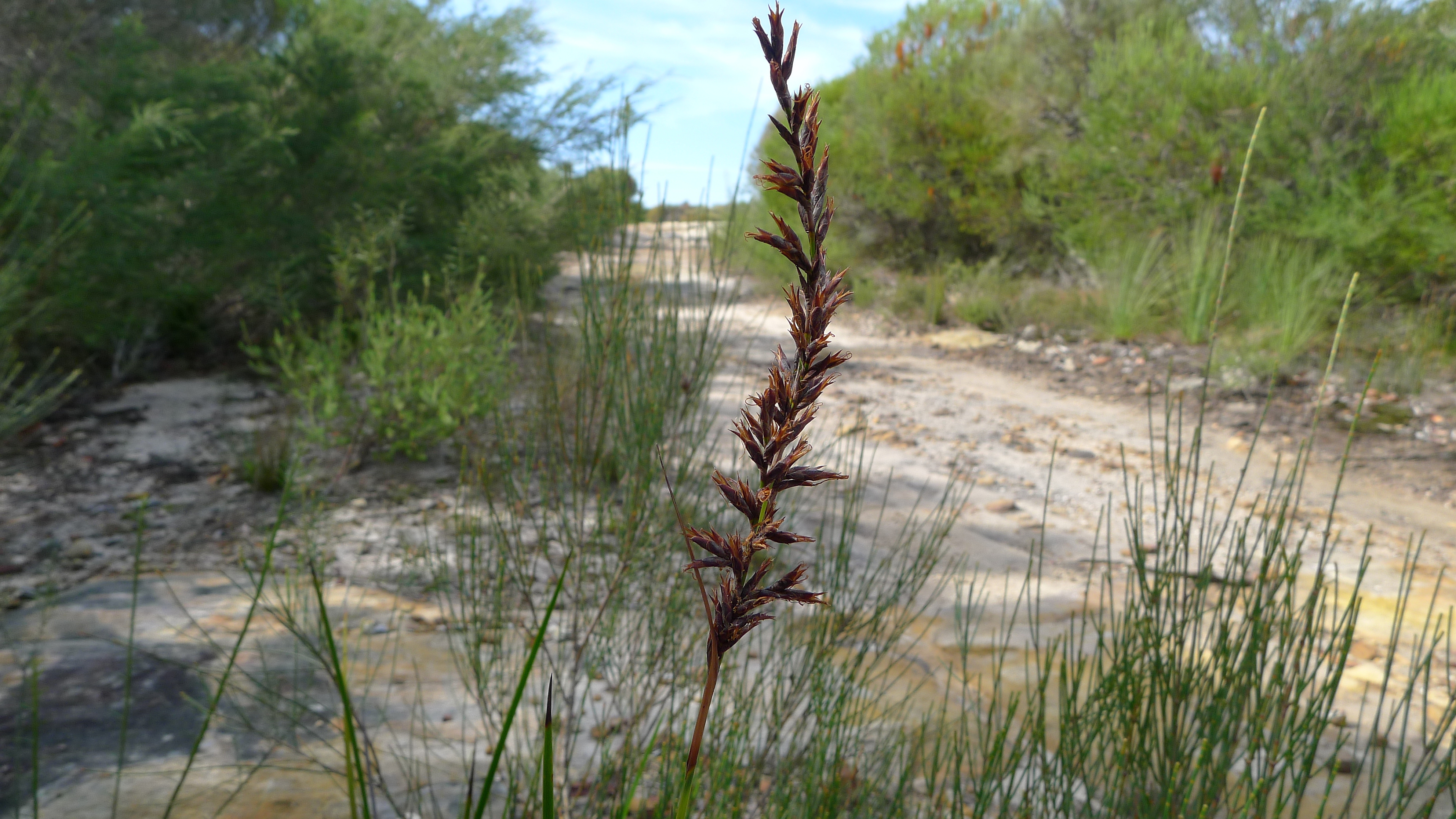

## Dottertaxa tillLepidosperma, i alfabetisk ordning[1]
- Lepidosperma amantiferrum
- Lepidosperma angustatum
- Lepidosperma aphyllum
- Lepidosperma australe
- Lepidosperma avium
- Lepidosperma benthamianum
- Lepidosperma brunonianum
- Lepidosperma bungalbin
- Lepidosperma canescens
- Lepidosperma carphoides
- Lepidosperma chinense
- Lepidosperma clipeicola
- Lepidosperma concavum
- Lepidosperma congestum
- Lepidosperma costale
- Lepidosperma curtisiae
- Lepidosperma diurnum
- Lepidosperma drummondii
- Lepidosperma effusum
- Lepidosperma elatius
- Lepidosperma ensiforme
- Lepidosperma evansianum
- Lepidosperma exaltatum
- Lepidosperma ferricola
- Lepidosperma ferriculmen
- Lepidosperma filiforme
- Lepidosperma flexuosum
- Lepidosperma forsythii
- Lepidosperma gahnioides
- Lepidosperma gibsonii
- Lepidosperma gladiatum
- Lepidosperma globosum
- Lepidosperma gracile
- Lepidosperma gunnii
- Lepidosperma inops
- Lepidosperma jacksonense
- Lepidosperma latens
- Lepidosperma laterale
- Lepidosperma leptophyllum
- Lepidosperma leptostachyum
- Lepidosperma limicola
- Lepidosperma longitudinale
- Lepidosperma lyonsii
- Lepidosperma neesii
- Lepidosperma oldfieldii
- Lepidosperma pauperum
- Lepidosperma perplanum
- Lepidosperma persecans
- Lepidosperma perteres
- Lepidosperma pruinosum
- Lepidosperma pubisquameum
- Lepidosperma quadrangulatum
- Lepidosperma resinosum
- Lepidosperma rostratum
- Lepidosperma rupestre
- Lepidosperma scabrum
- Lepidosperma semiteres
- Lepidosperma squamatum
- Lepidosperma striatum
- Lepidosperma tenue
- Lepidosperma tetraquetrum
- Lepidosperma tortuosum
- Lepidosperma tuberculatum
- Lepidosperma urophorum
- Lepidosperma ustulatum
- Lepidosperma viscidum